# Ойштяну, Андрей Михайлович
Андре́й Миха́йлович Ойштя́ну (рум. Andrei Oişteanu; род. 18 сентября 1948 года, Бухарест) — румынский историк-религиовед, этнолог, антрополог культур, литературовед. Специализировался на истории религий и менталитетов, исследовании ритуалов и магических обрядов в румынской народной культуре, а также исследованию еврейской культуры в Румынии и явления антисемитизма. После революции 1989 года стал широко известен в мире благодаря статьям на тему Холокоста в Румынии.

## Биография
Родился 18 сентября 1948 года в Бухаресте в еврейской семье бессарабского происхождения. Отец — Михаил Николаевич Ойгенштейн (рум. Mihai (Mişa) Oișteanu; 1916, Бельцы, Бессарабская губерния — 2003, Бухарест) — заместитель министра связи в правительстве Георге Георгиу-Дежа, профессор кафедры истории международного рабочего движения в Академии имени Штефана Георгиу. Мать — переводчица Белла Ойштяну (урождённая Иосович). Брат американского поэта-сюрреалиста Валерия Ойштяну (род. 1943, Караганда), пишущего на английском и румынском языках.
В 1948—1954 годах жил с родителями в Черновцах, затем семья репатриировалась в Румынию. Учился в Бухарестском университете, окончив гуманитарное отделение по специальности «этнология». В магистратуре изучал востоковедение под руководством Сергиу Аль-Георге и Амиты Бхозе). Вместе со своим братом Валерием и музыкантом Мирча Флорианом играл в музыкальной группе «Ceata Melopoică», исполнявшей народную и экспериментальную музыку.
В 1997 году он поступил в Центрально-Европейский университет в Будапеште, где изучал гебраистику под руководством Моше Иделя и Майкла Зильбера. В 1997—1999 году получил гранты на обучение в Еврейском университете Иерусалима и Международном центре Видала Сассуна по изучению антисемитизма. В 2002 году получил грант в Германии на исследование в области «Еврейская личность и антисемитизм в Центральной и Восточной Европе» от Института Гёте. В 2005—2006 годах — лауреат гранта на исследования по истории религий Румынии от Нового Европейского колледжа.

## Работы
- Grădina de dincolo. Zoosofia. Comentarii mitologice (Сад за миром. Зоософия. Мифологические комментарии), Dacia Publishing House, Cluj, 1980 (second edition, Polirom Publishing House, Iași, 2012);
- Motive și semnificaţii mito-simbolice în cultura tradițională românească (Мифо-символические мотивы и значения в румынской народной культуре), Minerva Publishing House, Bucharest, 1989;
- Cutia cu bătrâni (Ящик со стариками), Preface by Dan C. Mihăilescu, Meta Publishing House, Bucharest, 1995 (second edition, Cartea Românească Publishing House, Bucharest, 2005; third edition, Polirom Publishing House, Iasi, 2012);
- Mythos & Logos. Studii și eseuri de antropologie culturală (Мифы и символы. Исследования и сочинения по антропологии культур), Nemira Publishing House, Bucharest, 1997 (second edition, 1998);
- Cosmos vs. Chaos. Myth and Magic in Romanian Traditional Culture (Космос против Хаоса. Мифы и магия в румынской народной культуре), illustrated edition, Romanian Cultural Foundation Publishing House, Bucharest, 1999;
- Imaginea evreului în cultura română. Studiu de imagologie în context est-central european (Образ евреев в румынской культуре. Имагологические исследования в центрально-восточном европейском контексте), Humanitas Publishing House, Bucharest, 2001 (second edition, Humanitas, 2004; third edition, revised, enhanced and illustrated, Polirom Publishing House, Iași, 2012). The volume was awarded with five major prizes in Romania, Italy, Belgium and Israel;
- Das Bild des Juden in der rumänischen Volkskultur (Образ евреев в румынской народной культуре), Hartung-Gorre Verlag, Konstanz, 2002;
- Jewish Identity and Antisemitism in Central and South-Eastern Europe (Еврейская личность и антисемитизм в Центральной и Юго-Восточной Европе), volume edited, foreworded and illustrated by Andrei Oișteanu, Goethe Institut, Bucharest, 2003;
- A Képzeletbeli Zsidó (Образ еврея), Kriterion Publishing House, Cluj, 2005;
- Ordine și Haos. Mit și magie în cultura tradiţională românească (Порядок против Хаоса. Мифы и магия в румынской народной культуре), illustrated edition, Polirom Publishing House, Iași, 2004;
- Religie, politică și mit. Texte despre Mircea Eliade și Ioan Petru Culianu (Религия, политика и миф. Тексты о Мирче Элиаде и Иоане Петру Куляну), Polirom Publishing House, Iași, 2007 (second edition, revised, enlarged, and illustrated, Polirom Publishing House, Iași, 2014);
- Il diluvio, il drago e il labirinto. Studi di magia e mitologia europea comparata (Потоп, дракон и лабиринт. Сравнительные исследования европейской магии и мифологии), A cura di Dan Octavian Cepraga e Maria Bulei, Postfazione di Dan Octavian Cepraga, Edizioni Fiorini, Verona, 2008;
- Inventing the Jew. Antisemitic Stereotypes in Romanian and Other Central-East European Cultures (Изобретая еврея. Антисемитские стереотипы в румынской и иных центрально-восточных европейских культурах), foreword by Moshe Idel, Nebraska University Press, Lincoln & London, 2009. The author was awarded with the Prize "A.D. Xenopol" of the Romanian Academy (Bucharest, 2011) and the Prize B'nai B'rith Europe (Bruxelles, 2015) "for an intellectual who has contributed to the changing image of the Jew in society";
- Konstruktionen des Judenbildes: Rumänische und Ostmitteleuropäische Stereotypen des Antisemitismus (Конструкция образа евреев: румынские и центрально-восточноевропейские стереотипы об антисемитизме), Aus dem Rumänischen übersetzt von Larisa Schippel, Frank & Timme Verlag, Berlin, 2010;
- Narcotice în cultura română. Istorie, religie și literatură (Наркотики в румынской культуре. История, религия и литература), illustrated edition, Polirom Publishing House, Iași, 2010 (second edition, 2011; third edition, 2014; forth edition, revised, enlarged and illustrated, Polirom, 2019). The volume was awarded with the Special Prize of the Union of Writers from Romania;
- Les Images du Juif: Clichés antisémites dans la culture roumaine. Une approche comparative (Образы еврея: антисемитские клише в румынской культуре. Компаративный подход), Préface de Matei Cazacu, édition illustrée, Editions Non Lieu, Paris, 2013;
- Rauschgift in der rumaenischen Kultur: Geschichte, Religion und Literatur (Наркотики в румынской культуре: история, религия и литература), Translated from Romanian by Julia Richter, Frank & Timme Verlag, Berlin, 2013;
- Andrei Oișteanu, Andrei Pleșu, Neagu Djuvara & Adrian Cioroianu, Evreii din România (Евреи в Румынии), Hasefer Publishing House, Bucharest, 2013;
- Sexualitate și societate. Istorie, religie și literatură (Сексуальность и общество: история, религия и литература), Illustrated edition, Polirom Publishing House, Iaşi, 2016; Second edition, revised, enlarged and illustrated, Polirom, Iaşi, 2018. Author's Prize: "The Writers of the Year 2016";
- L'Immagine dell'Ebreo: Stereotipi antisemiti nella cultura romena e dell'Europa centro-orientale (Образ еврея: антисемитские стереотипы в румынском и центрально-восточном европейском культурных контекстах), Collana di Studi Ebraici, Belforte Editore, Livorno, 2018;

## Награды
- Основатель и исследователь Института истории религий в Бухаресте
- Член Румынской академии наук, член комиссии по фольклору и этнологии
- Член Международного союза этнологических и антропологических исследований (Лондон)
- Президент Румынской ассоциации историй религий
- Профессор кафедры гебраистики Бухарестского университета[4]
- Член образовательного комитета Национального института изучения Холокоста в Румынии имени Эли Визеля[5]
- Член Европейской ассоциации еврейских исследований (Оксфорд)
- Кавалер ордена Звезды Румынии (2006)
- Командор ордена Звезды итальянской солидарности (2005)